# Чусарлей
Чусарлей (устар. Чуварлей) — река в России, протекает по Сосновоборскому району Пензенской области. Длина реки составляет 11 км.
Начинается у деревни Тёплый Ключ, течёт в южном направлении через Еремеевку, Зиневку и Карачеевку. Левый берег порос осиново-берёзовым лесом. Устье реки находится в 30 км по правому берегу реки Тешнярь на высоте 208,8 метра над уровнем моря.

## Данные водного реестра
По данным государственного водного реестра России относится к Верхневолжскому бассейновому округу, водохозяйственный участок реки — Сура от истока до Сурского гидроузла, речной подбассейн реки — Сура. Речной бассейн реки — (Верхняя) Волга до Куйбышевского водохранилища (без бассейна Оки).
Код объекта в государственном водном реестре — 08010500112110000035192.